# شلی استوکس
شلی استوکس (انگلیسی: Shelly Stokes؛ زادهٔ ۲۶ اکتبر ۱۹۶۷) بازیکن سافتبال اهل ایالات متحده آمریکا بود.
وی در مسابقات کشوری و بین‌المللی در مجموع برندهٔ یک مدال طلا شده‌است.